# Chiusi della Verna
Chiusi della Verna is een gemeente in de Italiaanse provincie Arezzo (regio Toscane) en telt 2240 inwoners (31-12-2004). De oppervlakte bedraagt 102,5 km², de bevolkingsdichtheid is 22 inwoners per km².
De volgende frazioni maken deel uit van de gemeente: Biforco, Compito, Corezzo, Corsalone, Dama in Casentino, Case Nuove, Frassineta, Gargiano, Giampereta, La Beccia,  La Rocca, La Verna, Rimbocchi, Sarna, Val della Meta, Vallebona, Vezzano

## Demografie
Chiusi della Verna telt ongeveer 900 huishoudens. Het aantal inwoners steeg in de periode 1991-2001 met 0,1% volgens cijfers uit de tienjaarlijkse volkstellingen van ISTAT.
| Jaar | Inwoneraantal |
| ---- | ------------- |
| 1991 | 2223          |
| 2001 | 2225          |

## Geografie
De gemeente ligt op ongeveer 960 m boven zeeniveau.
Chiusi della Verna grenst aan de volgende gemeenten: Bagno di Romagna (FC), Bibbiena, Caprese Michelangelo, Castel Focognano, Chitignano, Pieve Santo Stefano, Poppi, Subbiano, Verghereto (FC).
Anghiari · Arezzo · Badia Tedalda · Bibbiena · Bucine · Capolona · Caprese Michelangelo · Castel Focognano · Castel San Niccolò · Castelfranco Piandiscò · Castiglion Fibocchi · Castiglion Fiorentino · Cavriglia · Chitignano · Chiusi della Verna · Civitella in Val di Chiana · Cortona · Foiano della Chiana · Laterina · Loro Ciuffenna · Lucignano · Marciano della Chiana · Monte San Savino · Montemignaio · Monterchi · Montevarchi · Ortignano Raggiolo · Pergine Valdarno · Pieve Santo Stefano · Poppi · Pratovecchio Stia · San Giovanni Valdarno · Sansepolcro · Sestino · Subbiano · Talla · Terranuova Bracciolini
1. ↑  https://demo.istat.it/?l=it.